# ベスト・セレクション Vol.2
『ベスト・セレクション Vol.2』（ベスト・セレクション ボリューム・ツー）は、山口百恵のベスト・アルバム。1997年7月21日にソニーミュージックよりリリースされた。

## 解説
- オリジナルアルバムをCDに復刻してきたCD選書の、本作はシングル・コレクション。『ベスト・セレクション Vol.1』も同時発売された。それぞれ15曲ずつ収録されているが、本作では「赤い絆 (レッド・センセーション)」が未収録（Vol.1では「ちっぽけな感傷」「ささやかな欲望」「白い約束」が未収録）。
- 本作発売後、2005年まで「謝肉祭」が発売自粛され、ベスト盤に収録されなくなる。

## 収録曲
1. 秋桜
2. 乙女座 宮
3. プレイバックPart2
4. 絶体絶命
5. いい日旅立ち
6. 曼珠沙華
7. 美・サイレント
8. 愛の嵐
9. しなやかに歌って
10. 愛染橋
11. 謝肉祭
12. ロックンロール・ウィドウ
13. さよならの向う側
14. 一恵
15. 惜春通り

## 関連作品
- ベスト・セレクション Vol.1
- CD選書